# Palaeorhiza variabilis
Palaeorhiza variabilis là một loài Hymenoptera trong họ Colletidae. Loài này được Hirashima mô tả khoa học năm 1981.